# Барейро, Фреди
Фре́ди Хосе́ Баре́йро Гама́рра (исп. Fredy José Bareiro Gamarra; род. 27 марта 1982, Итаугуа, Сентраль) — парагвайский футболист, игравший на позиции нападающего.
Выступал за сборную Парагвая. Серебряный призёр Олимпийских игр 2004 года в Афинах.

## Карьера

### Клубная
Начал карьеру в клубе «12 октября». Его кумиром детства был парагвайский игрок Рауль Висенте Амарилья. В 2002 году Фреди забил семь мячей.
В 2003 году перешёл в «Либертад». Отличился в том году восемь раз. В 2004 году забил 14 голов.
В 2005 году перебрался в российский «Сатурн». Общался в этой команде на испанском языке с аргентинским легионером Николасом Павловичем. Когда Павлович покинул «Сатурн», Барейро опять же на испанском стал общаться с Душаном Петковичем.
В 2007 году вернулся в «Либертад». Затем переехал в Мексику, чтобы играть за «Леон». В 2008 году перешёл в «Текос». 2011 год Фредди на правах аренды провёл в «Серро Портеньо». 8 февраля в поединке против «Такуари» он дебютировал за новую команду. 21 февраля в матче против «3 февраля» Барейро забил свой первый мяч и помог своей команде победить.
Летом 2012 года Барейро перешёл в «Олимпию». 5 августа в матче против своего бывшего клуба «Серро Портеньо» он дебютировал за столичный клуб. 20 августа в поединке против «Либертада» Фреди забил первый мяч за клуб. Помог «Олимпии» дойти до финала Кубка Либертадорес 2013, став с 5 голами лучшим бомбардиром своей команды в турнире (вместе с Хуаном Сальгейро). Во второй половине 2013 года выступал за «Либертад».
В 2014 году выступал за асунсьонский «Насьональ». Помог своей команде впервые в истории дойти до финала Кубка Либертадорес. Таким образом, сам Фреди сумел дойти до этой стадии дважды подряд с разными командами. В 2015—2016 годах вновь выступал в «Олимпии», с которой выиграл Клаусуру 2015.

### Международная карьера
19 сентября 2002 года в матче против сборной Ирана Фреди дебютировал за сборную Парагвая. В этом же матче он забил первый мяч за сборную. В 2004 году он в составе национальной команды поехал на Кубок Америки, где принял участие в четырёх матчах, против сборных Коста-Рики, Бразилии, Чили и Уругвая.
В составе сборной Парагвая выступил на Олимпийских играх 2004 года. Стал вторым бомбардиром команды после Хосе Сатурнино Кардосо и завоевал серебряную медаль.

## Титулы и достижения
- Чемпион Парагвая (2): 2003, Клаусура 2015
- Чемпион 2 дивизиона чемпионата Мексики (1): 2011/12
- Финалист Кубка Либертадорес (2): 2013, 2014
- Серебряный призёр Олимпийских игр (1): 2004